# Hamlin (Texas)
Hamlin é uma cidade localizada no estado norte-americano de Texas, no Condado de Fisher e Condado de Jones.

## Demografia
Segundo o censo norte-americano de 2000, a sua população era de 2248 habitantes.
Em 2006, foi estimada uma população de 1988, um decréscimo de 260 (-11.6%).

## Geografia
De acordo com o United States Census Bureau tem uma área de
13,8 km², dos quais 13,8 km² cobertos por terra e 0,0 km² cobertos por água.

## Localidades na vizinhança
O diagrama seguinte representa as localidades num raio de 32 km ao redor de Hamlin.